# Acacus rufipectus
Acacus rufipectus är en insektsart som beskrevs av Brunner von Wattenwyl 1907. Acacus rufipectus ingår i släktet Acacus och familjen Diapheromeridae. Inga underarter finns listade i Catalogue of Life.